# Хрещення вогнем (роман)
«Відьмак. Хрещення вогнем» (пол. Chrzest ognia) — роман польського письменника Анджея Сапковського у жанрі фентезі, що був вперше надрукований в 1996 році польським видавництвом SuperNOWA. Є п'ятою частиною фентезійного циклу «Відьмак».

## Опис
П'ятий том саги про відьмака — майстра меча і фахівця з чаклунства, який охороняє моральну і біологічну рівновагу в чарівному світі фантазії. Чотири королівства охоплює шаленство війни. Вилікувавшись від ран, Ґеральт разом зі своїм другом Любистком (Яскором) вирушає на пошуки Цірі. До них приєднуються лучниця Марія Баррінг, лицар Кагір, якого бачила в своїх кошмарах Цірі, та цирульник Еміель Регіс. Також на допомогу Цірі поспішає чаклунка Йеннефер, якій вдалося втекти з полону.

## Переклади українською
- Анджей Сапковський. Відьмак. Хрещення вогнем. (Книга 5). Переклад з пол.: Сергій Легеза. Харків: Клуб сімейного дозвілля, 2016. — 384 с. ISBN 978-617-12-1488-0